# Arnaut Groeneveld
Arnaut Danjuma Groeneveld, kurz Arnaut Groeneveld oder Arnaut Danjuma (* 31. Januar 1997 in Lagos, Nigeria), ist ein niederländischer Fußballspieler nigerianischer Herkunft. Er steht seit 2025 beim FC Valencia unter Vertrag und gehörte zeitweise zum Kader der niederländischen A-Nationalmannschaft.

## Karriere

### Verein
Groeneveld, Sohn einer nigerianischen Mutter und eines niederländischen Vaters, war im Alter von vier Jahren mit seinen Eltern in die Niederlande übergesiedelt und ließ sich im rund 90.000 Einwohner zählenden Oss in der Provinz Noord-Brabant nieder. Er begann mit dem Fußball bei RKSV Margriet und wechselte über die Nachwuchsakademie von TOP Oss zum PSV Eindhoven. 2016 wechselte er zum NEC und debütierte am 10. September 2016 am fünften Spieltag der Saison 2016/17 in der Eredivisie. Zum Saisonende stieg er mit dem Verein aus der Eredivisie ab. In der Folgesaison spielte Groeneveld regelmäßig, verpasste allerdings mit NEC den Wiederaufstieg.
Im Sommer 2018 wechselte er nach Belgien zum amtierenden Meister FC Brügge und unterschrieb einen Vierjahresvertrag. Infolge einer Knöchelverletzung fiel er dort von Oktober 2018 bis März 2019 aus. Ein Jahr später verließ er den Verein und schloss sich dem AFC Bournemouth an.
Mitte August 2021 schloss sich Danjuma dem spanischen Erstligisten FC Villarreal an und unterzeichnete dort einen Vertrag bis Juni 2026. Die Ablösesumme soll bei etwa 25 Millionen Euro gelegen haben. Im Januar 2023 wurde Danjuma bis zum Saisonende 2022/23 an Tottenham Hotspur verliehen. Im Sommer 2023 folgte eine weitere Leihe nach England zum FC Everton und ein Jahr darauf zum FC Girona.
Seit August 2025 ist der Angreifer Teil des Kaders vom FC Valencia.

### Nationalmannschaft
Groeneveld debütierte am 22. März 2018 bei der 1:4-Niederlage im Testspiel in Doetinchem gegen Belgien für die niederländische U-21-Nationalmannschaft.
Am 26. September 2018 wurde er von Bondscoach Ronald Koeman mit seiner Nominierung für den vorläufigen Kader für das Spiel in der Gruppe 1 in der „Liga A“ der UEFA Nations League sowie für das Testspiel gegen Belgien erstmals in die niederländische A-Nationalmannschaft eingeladen. Am 5. Oktober 2018 wurde er in den endgültigen Kader berufen. Sein Debüt erfolgte beim 3:0-Erfolg in der Nations-League-Partie gegen Deutschland in Amsterdam. Einige Tage später erzielte er im Testspiel in Brüssel gegen Belgien mit dem Treffer zum 1:1-Endstand sein erstes Tor für die niederländische A-Nationalmannschaft.

## Privates
Groeneveld ist praktizierender Muslim und fastet im Monat Ramadan.